# متلازمة ونشستر
متلازمة ونشستر (بالإنجليزية: Winchester syndrome)‏، مرضٌ في النسيج الضام ينجم عن عيب خلقي نادر وُصِفَ لأول مرة عام 1969، يتّسم المرضى بقامة قصيرة وتقفّع ملحوظ في المفاصل، وعتامة في القرنية وملامح وجهية غليظة، واندماج عظام الرسغ والرصغ (في اليدين والقدمين على التتالي) وتخلخل العظم. اعتُقِدَ سابقًا أن متلازمة ونشستر مرتبطة بحالة مشابهة، تُدعى انحلال العظم متعدد المركز العقيدي والاعتلال المفصلي (اختصارًا MONA). ومع ذلك، اكتُشف أن المرضين ناجمين عن طفرات متوضّعة في جينات مختلفة؛ يُعتقَد الآن أنهما اضطرابان مستقلان. تشبه المظاهر السريرية التهاب المفاصل الروماتويدي. تظهر بوضوح زيادة حمض اليورونيك في الأرومات الليفية المستنبتة من الجلد وبدرجة أدنى لدى كلا الوالدين. على الرغم من الاختبارات الأولية التي لا تظهر زيادة في إفراز عديد السكاريد المخاطي، إلا أنه ينظر إلى الداء على أنه داء عديد السكاريد المخاطي. يُعتقَد أن متلازمة ونشستر تورّث بصفة صبغية جسمية متنحية.

## الأعراض
تبدأ أعراض متلازمة ونشستر بانتكاسات عظمية في كل من اليدين والقدمين. تسبب خسارة العظم ألمًا وتحدد الحركة. تنتشر التشوهات العظمية إلى مناطق أخرى في الجسم، وفي المقام الأول المفاصل. يسبب ذلك اعتلال مفصلي: تيبس المفاصل (تقفّع) وتورّمها. يتطور لدى العديد من المرضى قلّة العظم وتخلخل العظم في جميع أنحاء الجسم. يعاني العديد من المرضى بسبب الضرر الذي لحق بالعظام، قصر القامة وكسور عظمية.
يقاسي العديد من المرضى جلدًا مشابهًا للجلد الصناعي المدبوغ إذ يظهر الجلد داكنًا وثخينًا. من المعلوم أن نمو الشعر المفرط يكثر في هذه المناطق الداكنة من الجلد (فرط الشعر). قد تتطور طبقة بيضاء أو صافية تغطي القرنية (عتامة القرنية) والتي يمكن أن تحدث مشكلات في الرؤية.

## الآلية
يُعتقَد أن متلازمة ونشستر تورّث بصفة صبغية جسمية متنحية. يرث المصابون بالاضطرابات الجينية المتنحية، الجين الناتج عن طفرة للصفة ذاتها من كلا الوالدين. يُعتقَد أن الداء ناجم عن اضطراب في النسيج الضام عديم الجسيم الحال. توجد طفرة تعطيل البروتين على جين مطرس البروتياز الفلزي 2 (MMP2) والمعروف أيضًا باسم جيلاتيناز أ، المسؤول عن إعادة بناء العظم، وهي عملية يُهدم فيها العظم القديم ليحل محله العظم الجديد. تسبب هذه الطفرة انحلال العظم متعدد المراكز ومتلازمة التهاب المفاصل. هناك افتراض أن فقدان بروتين MMP-2 المنشط لـ MT1-MMP، نتيجة لزيادة نشاط MMP-2 دون أن يؤثر على MMP2. يمكن أن يلاحظ إلغاء تنشيط الطفرة الأليليّة المتماثلة لـ MT1-MMP على سطح الأرومات الليفية. يحدد ذلك الأرومات الليفية المفتقرة لـ MT1-MMP ما يحدّ من قابلية تدرك الكولاجين نمط I الذي ينتج أرومات ليفية غير سوية الوظيفة.

## التشخيص
وُضِعَت معايير تشخيص متلازمة ونشستر عام 1989. تبدأ معايير التشخيص النموذجية بنتيجة الفحص الشعاعي للهيكل العظمي وميزتين من ميزات المتلازمة، مثل قصر القامة أو الملامح الوجهية الغليظة أو فرط التصبّغ أو نمو الشعر المفرط. يُجرَى الاختبار النموذجي بالتصوير بالأشعة السينية وبالرنين المغناطيسي. تبيّن أن متلازمة ونشستر شائعة أكثر لدى النساء مقارنةً بالرجال. متلازمة ونشستر نادرة جدًا. هناك عدد قليل من الحالات المُشخّصة بالداء حول العالم.

## العلاج
لا يوجد علاج معروف حتى الآن لمتلازمة ونشستر؛ ومع ذلك، يوجد العديد من العلاجات التي يمكن أن تساعد في تخفيف الأعراض. مثل العلاجات التي تتضمن أدوية: مضادات الالتهاب والمرخيات العضلية والمضادات الحيوية. سيتطلب العديد من المرضى المعالجة الفيزيائية لتحسين الحركة واستخدام الأطراف المتأثرة بالمتلازمة. تُقدَّم الاستشارة الوراثية عادةً للعائلات للمساعدة على فهم الداء. هناك القليل من التجارب السريرية المتاحة للمشاركة بها. إنذار تشخيص المرضى بمتلازمة ونشستر إيجابي. أفادت التقارير أن عددًا من المرضى المصابين بالمتلازمة بقوا على قيد الحياة لمنتصف العمر؛ ومع ذلك، تعتبر المتلازمة من الأمراض المترقية وتصبح الحركة محدودة حتى نهاية العمر. وفي نهاية المطاف، ستبقى التقفعات رغم المداخلات الطبية مثل الجراحة.

## الأبحاث
في عام 2005، لوحظ لدى مريض متلازمة ونشستر طفرات في جين مطرس البروتياز الفلزي 2 (MMP2). أظهرت دراسة عام 2006 وجود طفرات أخرى في جين MMP2. قادهم ذلك إلى الاعتقاد بأن العديد من الأمراض المشابهة مرتبطة بهذه العائلة من الطفرات. حتى حلول عام 2007، إذا وُجدت هذه الطفرات في متلازمة تورغ ومتلازمة انحلال العظم والاعتلال المفصلي العقيدي (NAO). ما يعني أن كل من متلازمة تورغ وNAO وونشستر هي أمراض أليلية. شُخصت حالة جديدة من متلازمة ونشستر عام 2014. ووفقًا لبحث نُشر حديثًا، فإن انحلال العظم متعدد المراكز العقيدي والاعتلال المفصلي (MONA) ومتلازمة ونشستر هي أمراض مختلفة عن بعضها البعض. ينجم عن الطفرات في MMPS وMT1-MMP متلازمات اضمحلال العظم المتشابهة ولكنها مختلفة بلا شك.